# María de Nati
María de Nati, all'anagrafe María Díaz de Nati (Madrid, 11 giugno 1997), è un'attrice e modella spagnola, nota per aver interpretato il ruolo di Prado Castañeda nella soap Il segreto (El secreto de Puente Viejo).

## Biografia
Nata nel 1997 a Madrid (Spagna), María de Nati nel 2015 e nel 2016 si è formata con un programma avanzato di interpretazione davanti alla telecamera presso la scuola di recitazione.
Ha iniziato la propria carriera di recitazione prendendo parte a diverse serie televisive e film. Nel 2014 ha fatto la sua prima apparizione nella miniserie in onda su Telecinco El Rey, in cui ha interpretato il ruolo di Pilar di Borbone-Spagna da piccola. L'anno successivo, nel 2015, ha firmato con Antena 3 per partecipare alla soap opera in onda su Antena 3 Il segreto (El secreto de Puente Viejo), nel ruolo di Prado Castañeda.

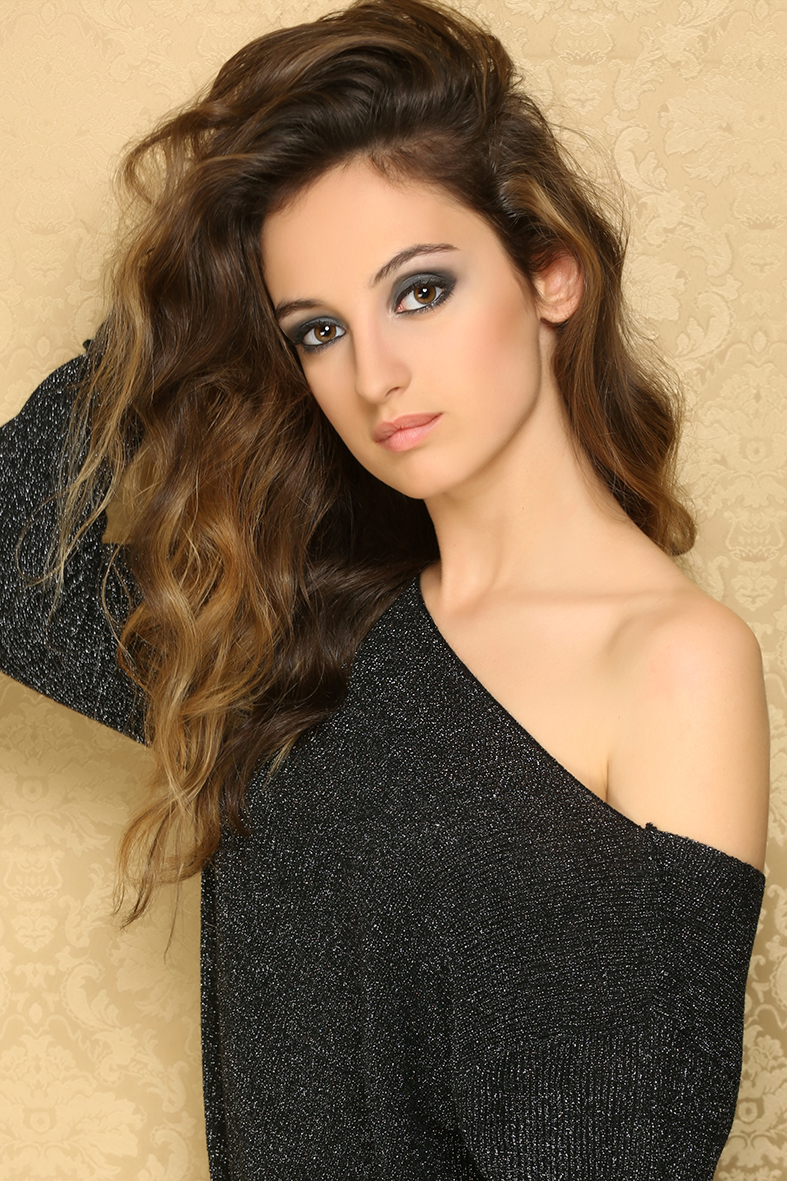
María de Nati nel 2016

Nel 2016 ha interpretato il personaggio di Elena nel film Che Dio ci perdoni (Que Dios nos perdone) diretto da Rodrigo Sorogoyen. L'anno successivo ha partecipato alle serie Monica Chef (Mónica Chef), Reinas, Apaches e Disney Cracks.
Nel 2018 ha partecipato al film Il regno (El reino) diretto da Rodrigo Sorogoyen e ha un ruolo da protagonista nella serie prodotta da Telemadrid e Euskal Irrati Telebista La vittima numero 8 (La víctima número 8), dove ha interpretato il ruolo di Edurne Aranguren. Inoltre, ha partecipato ad altre serie come Le verità nascoste (La verdad) per Telecinco e la prima stagione di Bajo la red per Playz. Ha anche recitato nella serie Todo por el juego per le piattaforme DirecTV e Movistar Plus+.
Nel 2019 ha partecipato alla seconda stagione di Bajo la red e ha registrato la web serie Terror.APP per Flooxer, la piattaforma digitale di Atresmedia. Inoltre, ha avuto anche un piccolo ruolo nel film Si yo fuera rico diretto da Álvaro Fernández Armero. Nel 2020 ha partecipato a uno degli episodi della seconda stagione della serie Gente hablando in onda su Flooxer e ha ottenuto uno dei ruoli secondari nella serie Madri - Una vita d'amore (Madres. Amor y vida) per Telecinco e Prime Video, dove ha ricoperto i panni di Juani Soler.
Nel 2021 ha accettato di ricoprire il ruolo principale di Sara nella serie Deudas. Inoltre, ha vestito i panni di Nata nella nuova serie di Aitor Gabilondo per Telecinco, Entrevías, insieme agli attori José Coronado e Luis Zahera. Nello stesso anno ha anche ricoperto il ruolo di Ángela nel film Il capo perfetto (El buen patrón) con Javier Bardem e diretto da Fernando León de Aranoa, presentato in anteprima al Festival internazionale del cinema di San Sebastián.

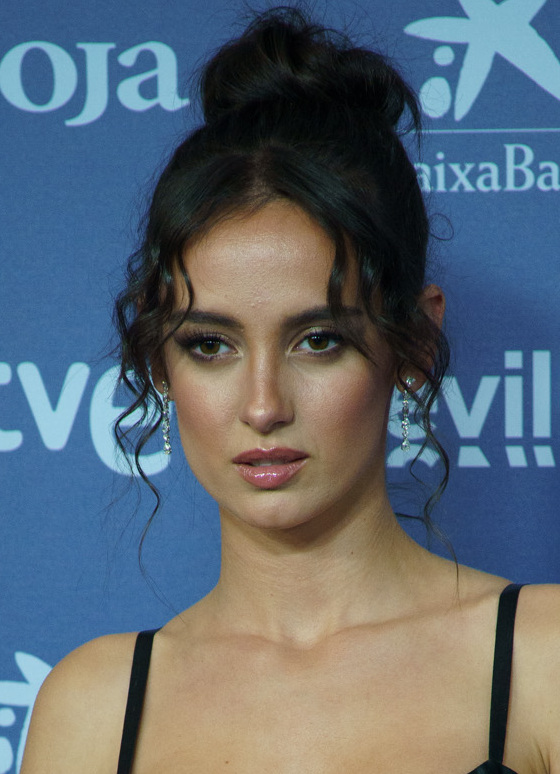
María de Nati ai Premi Goya 2023

Nel 2023 ha ottenuto il ruolo principale di Sara Bernat nella serie Nacho e quello di Itzi Galarrán nella serie messicana Las pelotaris 1926, insieme alle attrici Claudia Salas e Zuria Vega. Nel 2024 ha ricoperto il ruolo di Teresa nella serie Tierra de mujeres - Intrecci di vite (Tierra de mujeres), oltre ad aver preso parte alle serie Las abogadas (nel ruolo di Soledad) e ¿A qué estás esperando? (nel ruolo di Raissa Dogo). Alla fine dello stesso ha dato vita al personaggio di Lara nel film thriller Al otro barrio diretto da Mar Olid, in cui ha recitato insieme agli attori Quim Gutiérrez e Sara Sálamo.

## Filmografia

### Cinema
- Che Dio ci perdoni (Que Dios nos perdoneI), regia di Rodrigo Sorogoyen (2016)
- Il regno (El reino), regia di Rodrigo Sorogoyen (2018)
- Si yo fuera rico, regia di Álvaro Fernández Armero (2019)
- Il capo perfetto (El buen patrón), regia di Fernando León de Aranoa (2021)
- Al otro barrio, regia di Mar Olid (2024)

### Televisione
- El Rey – miniserie TV, 1 episodio (Telecinco, 2014)
- Águila Roja – serie TV, 1 episodio (La 1, 2015)
- Il segreto (El secreto de Puente Viejo) – soap opera, 199 episodi (Antena 3, 2015-2016)
- Reinas – serie TV, 1 episodio (La 1, 2017)
- Monica Chef (Mónica Chef) – serie TV, 17 episodi (Disney Channel Italia, 2017)
- Apaches – serie TV, 1 episodio (Antena 3, 2017)
- Queens – miniserie TV, 1 episodio (La 1, 2017)
- Disney Cracks – serie TV, 22 episodi (Disney XD, 2017-2018)
- Le verità nascoste (La verdad) – serie TV, 3 episodi (Telecinco, 2018)
- La vittima numero 8 (La víctima número 8) – serie TV, 8 episodi (Telemadrid, ETB, 2018)
- Madri - Una vita d'amore (Madres. Amor y vida) – serie TV, 27 episodi (Telecinco, 2020-2022)
- Deudas – serie TV, 13 episodi (Antena 3, 2021)
- Entrevías – serie TV, 16 episodi (Telecinco, 2022-2023)
- Las abogadas – serie TV, 4 episodi (La 1, 2024)
- ¿A qué estás sperando? – serie TV, 6 episodi (Antena 3, 2024)

### Web TV
- Bajo la red – web serie, 13 episodi (Playz, 2018)
- Todo por el juego – web serie, 16 episodi (DirecTV, Movistar Plus+, 2018-2019)
- Terror.app – web serie, 6 episodi (Flooxer, 2019)
- Circular – web serie, 5 episodi (Playz, 2019)
- Gente hablando – web serie, 1 episodio (Flooxer, 2020)
- Adentro – web serie, 1 episodio (YouTube, 2020)
- Encrucijada – web serie, 1 episodio (2020)
- Madri - Una vita d'amore (Madres. Amor y vida) – web serie, 27 episodi (Prime Video, 2020-2022)
- Nacho – web serie, 8 episodi (Atresplayer, 2023)
- Las pelotaris 1926 – web serie, 8 episodi (Vix+, 2023)
- Tierra de mujeres - Intrecci di vite (Tierra de mujeres) – web serie, 5 episodi (Apple TV+, 2024)

## Doppiatrici italiane
Nelle versioni in italiano dei suoi film e delle sue serie TV, María de Nati è stata doppiata da:
- Alessandra Berardi[19] ne Il segreto[20]
- Ilaria Silvestri[21] in Monica Chef[22]
- Elisa Angeli[23] ne Il regno[24]
- Lucrezia Marricchi[25] in Madri - Una vita d'amore,[26] in Entrevías[27]